# Jan Lüke
Jan Lüke (* 29. Januar 1989 in Georgsmarienhütte) ist ein ehemaliger deutscher Leichtgewichts-Ruderer. Er wurde bei den Ruder-Weltmeisterschaften 2010 Weltmeister im Leichtgewichts-Achter. 2009 wurde er, trainiert von Martin Strohmenger, mit Simon Berghofer, Robby Gerhardt und Daniel Wisgott im Leichtgewichts-Vierer ohne Steuermann U23-Weltmeister. 2010 kam er auf Rang fünf in diesem Boot.
Lüke ruderte seit 2008 zusammen mit Simon Berghofer, sein Verein ist der Limburger Club für Wassersport.

## Erfolge
- 2009: 1. Platz U23-Weltmeisterschaften im Leichtgewichts-Vierer ohne Steuermann
- 2010: 5. Platz U23-Weltmeisterschaften im Leichtgewichts-Vierer ohne Steuermann
- 2010: 1. Platz Weltmeisterschaften im Leichtgewichts-Achter